# Cryptococcus oeirensis
Cryptococcus oeirensis är en svampart som beskrevs av Á. Fonseca, Scorzetti & Fell 2000. Cryptococcus oeirensis ingår i släktet Cryptococcus och familjen Tremellaceae.   Inga underarter finns listade i Catalogue of Life.